# Clube 40–40

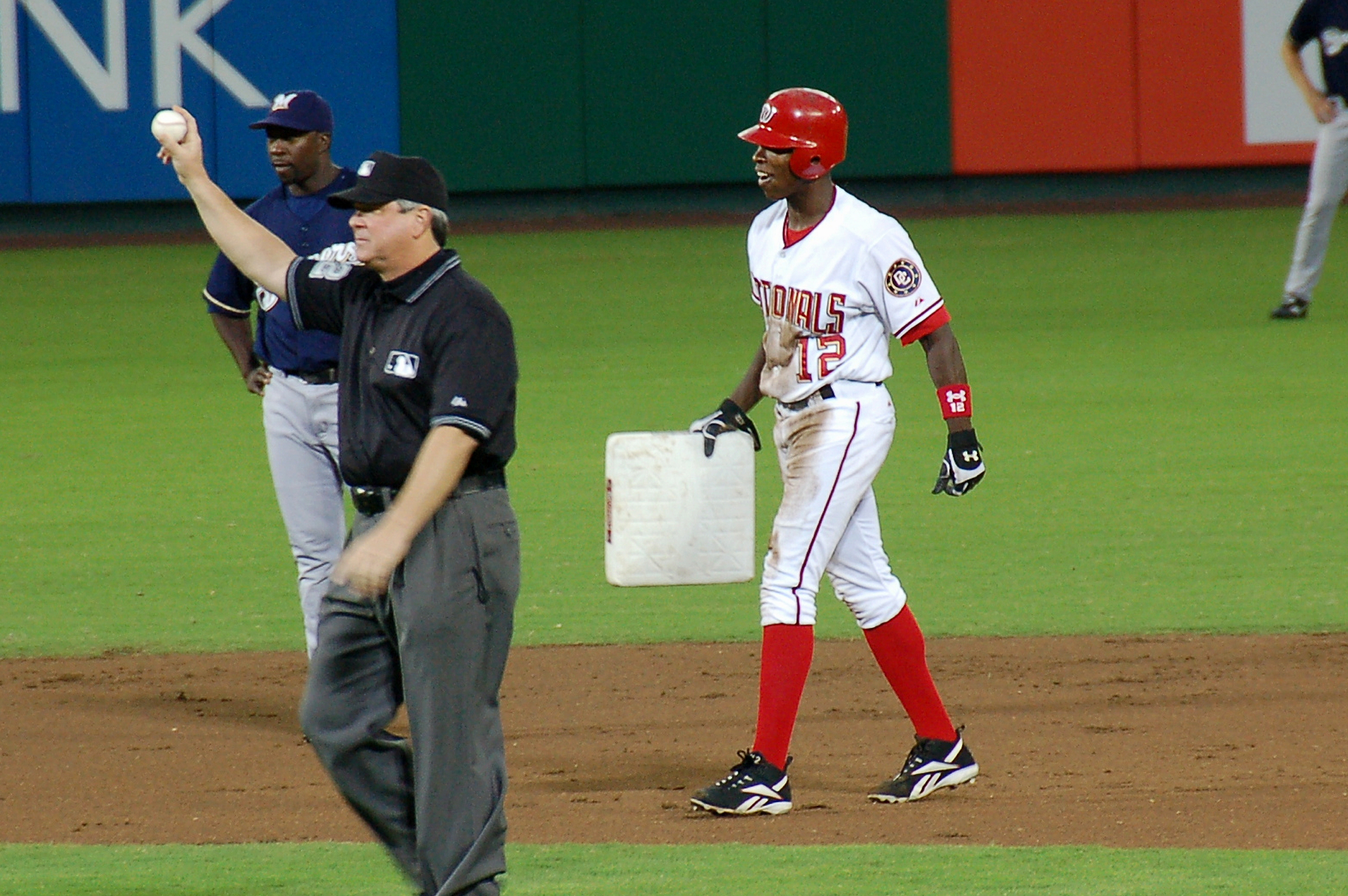
Alfonso Soriano, o mais recente jogador a se juntar ao clube 40–40, comemorou a ocasião em 2006 levando para si a segunda base após seu 40º roubo de bases.

Na Major League Baseball (MLB), o clube 40–40 é um grupo de rebatedores que conseguiram 40 home runs e 40  bases roubadas em temporada única. Jose Canseco foi o primeiro a alcançar o feito, na temporada de 1988 após ter predito a façanha em Abril daquele ano. O mais recente a alcançar a marca foi Alfonso Soriano, conseguindo o feito na temporada de 2006.
No total, apenas quatro jogadores alcançaram o clube 40-40 na história da MLB e nenhum conseguiu mais de uma vez. Destes, três eram destros e um era canhoto. Dois jogadores—Barry Bonds e Alex Rodriguez—são também membros do  clube dos 500 home runs. Jose Canseco é o único jogador a ganhar o prêmio da Major League Baseball   Most Valuable Player Award no mesmo ano de sua temporada 40-40. Alfonso Soriano conseguiu também 41 rebatidas duplas além dos 40-40. Rodriguez é o único que não jogava no campo externo a atingir o 40-40.
Para se tornar um membro do clube 40-40 o jogador deve reunir duas qualidades: força para rebater e velocidade. A união destas duas qualidades é rara.    Geralmente um jogador com força para rebater 40 home runs não terá a velocidade necessária para roubar 40 bases e vice versa. Isto continua a ser verdade mesmo com mudanças na tendência das estatísticas do beisebol — os totais em roubo de bases nos anos 1980 eram incomumente altas, mas poucos jogadores atingiram 40 home runs; os totais de home runs eram extremamente altos no fim dos anos 1990, mas os roubos de bases se tornaram mais raras pois o roubo era uma tática usada com moderação. Bonds conseguiu o façanha quando era magro e rápido, antes de seu corpo crescer.
Devido à relativa novidade do clube 40–40, nenhum membro elegível do clube foi eleito para o Baseball Hall of Fame. Elegibilidade requer que um jogador tenha se aposentado a cinco temporadas ou falecido ao menos, a seis meses, e ter jogador ao menos 10 temporadas na MLB.
Soriano é o único jogador não ligado ao uso de drogas para aumento de performance; se juntou ao clube em 2006 após a MLB iniciar sua política de fazer testes de drogas. Bonds e Canseco foram citados no chamado  Mitchell Report, enquanto Rodriguez admitiu em 2009 o uso de esteróides.

## Membros
| Ano     | O ano em que a temporada 40-40 do jogador ocorreu |
| Jogador | Nome do jogador                                   |
| Time    | O time do jogador em sua temporada 40–40          |
| HR      | Número de home runs naquele ano                   |
| SB      | Número de bases roubadas naquele ano              |
| †       | Eleito para o Baseball Hall of Fame               |
| ‡       | Jogador ainda ativo                               |

| Ano  | Jogador           | Time                 | HR | SB | Ref    |
| ---- | ----------------- | -------------------- | -- | -- | ------ |
| 1988 | José Canseco      | Oakland Athletics    | 42 | 40 | [ 16 ] |
| 1996 | Barry Bonds       | San Francisco Giants | 42 | 40 | [ 17 ] |
| 1998 | Alex Rodriguez    | Seattle Mariners     | 42 | 46 | [ 18 ] |
| 2006 | Alfonso Soriano   | Washington Nationals | 46 | 41 | [ 6 ]  |
| 2023 | Ronald Acuña Jr.‡ | Atlanta Braves       | 41 | 73 | [ 19 ] |
| 2024 | Shohei Ohtani‡    | Los Angeles Dodgers  | 54 | 59 | [ 20 ] |

## Por pouco
O primeiro jogador a ser aproximar da marca foi Ken Williams em 1922, com 39 home runs e 37 bases roubadas, fazendo dele o primeiro jogador a entrar para clube 30–30. Levaria outros 30 anos para outro jogador chegar próximo ao 40–40, pois Willie Mays conseguiu em 1956 36 home runs e  40 bases roubadas. Bobby Bonds rebateu seu 38º home run da temporada em 9 de Setembro de 1973, e ficou a apenas um home run de se tornar o membro fundador do clube rebatendo apenas um home run nos últimos 21 jogos do Giants.
Quando Canseco predisse que atingiria 40-40 em 1988, ele erroneamente assumiu "cinco ou seis jogadores devem conseguir." Após Canseco se tornar o primeiro membro do clube, o membro do Hall of Fame, Mickey Mantle foi citado dizendo:  "Caramba, se eu soubesse que 40-40 fosse grande coisa, eu faria todo ano!" Mantle nunca roubou mais que 21 bases em temporada única e atingiu 21 roubo de bases apenas uma vez em sua carreira.
Em anos recentes, o clube 40-40 chegou perto de ganhar dois novos membros na mesma temporada. Em 2002, ambos Vladimir Guerrero do Montreal Expos e Alfonso Soriano do New York Yankees estavam a apenas um home run de atingir o 40-40 após conquistar 39 e 40 bases roubadas, respectivamente. Em 2004, Carlos Beltran ficou próximo com 38 home runs e 43 roubo de bases, jogando a temporada pelo Kansas City Royals e Houston Astros. Em 2011, Matt Kemp ficou a apenas um home run, rebatendo 39 home runs e roubando 40 bases. Kemp conquistou esta marca em apenas 161 jogos, pois o Dodgers teve um segundo jogo de uma jornada dupla em 8 de Setembro contra o Nationals que foi cancelado e não remarcado.